# Пучета, Эдуардо
Эдуа́рдо Рау́ль Пуче́та (исп. Eduardo Raúl Pucheta; 21 июня 1992, Сан-Николас, Аргентина) — аргентинский футболист, нападающий клуба «Депортес Пуэрто-Монт».

## Карьера
Эдуардо начал футбольную карьеру в клубе «Велес Сарсфилд», в основном составе которого дебютировал 20 мая 2012 года во встрече с «Бельграно».
В составе клуба из Буэнос-Айреса нападающий стал чемпионом Аргентины сезона 2012/13, приняв участие в 4 встречах турнира.
13 августа 2014 года «Велес Сарсфилд» отдал Пучету в аренду сроком на один год в «Сельту Б». Первый матч в испанском первенстве он провёл 21 сентября. 4 января 2015 года нападающий забил свой первый мяч в официальных играх.

## Достижения
Велес Сарсфилд
- Чемпион Аргентины (2): Инисиаль 2012, Суперфинал 2013
- Обладатель Суперкубка Аргентины (1): 2013